# Kim Seung-gyu
Kim Seung-gyu (hangul: 김승규), född 30 september 1990 i Ulsan, är en sydkoreansk fotbollsmålvakt. Han spelar för saudiska Al-Shabab och för Sydkoreas landslag. Han var med och vann AFC Champions League år 2012 och utsågs till den inhemska ligans bästa målvakt 2013.